# Vũ Thắng (xã)
 Vũ Thắng là một xã cũ thuộc huyện Kiến Xương, tỉnh Thái Bình, Việt Nam.

## Địa lý
Xã Vũ Thắng cách thành phố Thái Bình khoảng 8 km, có vị trí địa lý:
- Phía đông giáp xã Vũ Trung
- Phía tây và phía bắc giáp huyện Vũ Thư
- Phía nam giáp xã Vũ Hòa.

Xã Vũ Thắng có diện tích 4,42 km², dân số năm 2022 là 5.046 người, mật độ dân số đạt 1.141 người/km².

### Địa hình
Xã Vũ Thắng có địa hình bằng phẳng được hình thành từ sự bồi lắng của phù sa Sông Hồng có chất lượng đất rất phù hợp cho việc trồng cây lúa, xung quanh xã có hệ thống các con sông nhỏ bao bọc phục vụ cho việc tưới tiêu. Độ cao tuyệt đối khoảng +2.6m so với mặt nước biển.

### Khí hậu
- Lượng mưa trung bình hàng năm: 1.400-1.800 mm.
- Nhiệt độ trung bình: 23,5 °C.
- Số giờ nắng trong năm: 1.600-1.800 giờ.
- Độ ẩm tương đối trung bình: 85-90%.
- Khí hậu: nằm trong vùng nhiệt đới gió mùa: mùa nóng, mưa nhiều từ tháng 5 đến tháng 10; mùa lạnh, khô từ tháng 11 năm trước đến tháng 4 năm sau (theo số liệu quan trắc của tỉnh Thái Bình).

## Lịch sử
Vũ Thắng trước đây còn được gọi với tên là làng Đông Nhuế, ban đầu thuộc phủ Thư Trì, sau thuộc phủ Sóc, có thời gian được nhập về phủ Kiến Xương thuộc tỉnh Nam Định.
Sau Cách mạng tháng 8 được sáp nhập về huyện Kiến Xương, tỉnh Thái Bình.
Ngày 28 tháng 9 năm 2024, Ủy ban Thường vụ Quốc hội ban hành Nghị quyết số 1201/NQ-UBTVQH15 về việc sắp xếp đơn vị hành chính cấp xã của tỉnh Thái Bình giai đoạn 2023 – 2025 (nghị quyết có hiệu lực từ ngày 1 tháng 11 năm 2024). Theo đó, thành lập xã Hồng Vũ trên cơ sở toàn bộ 4,42 km² diện tích tự nhiên và quy mô dân số là 5.046 người của xã Vũ Thắng.

## Kinh tế - xã hội
Kinh tế xã thuần túy nông nghiệp, có truyền thống thâm canh cây lúa. Xã nổi tiếng từ thời Chiến tranh Việt Nam nhờ đạt được thành tích sản xuất lúa với sản lượng 5 tấn/ha.
Hiện nay phần lớn những người ở lứa tuổi 18 - 45 đều đi làm ăn xa, lực lượng trong độ tuổi lao động làm nông nghiệp ít, chủ yếu là người già và trẻ nhỏ, nền kinh tế làm nông nghiệp thuần túy, không phát triển những nghề thủ công nghiệp truyền thống. Nền kinh tế chủ yếu dựa vào lao động đi làm xa; thời gian gần đây có một lượng lớn lao động đi xuất khẩu lao động.
Gần đây, nhiều hộ gia đình đã chuyển đổi cơ cấu cây trồng vật nuôi từ trồng lúa nước sang trồng cây hoa màu và chăn nuôi lợn, trâu bò, gia cầm, nuôi cá thịt và ba ba thương phẩm
Quỹ tín dụng nhân dân Vũ Thắng được UBND tỉnh Thái Binh và Ngân hàng nhà nước cho phép thành lập và hoạt động đến năm 2016 được 20 năm đã góp phần quan trọng vào việc làm thay đổi bộ mặt kinh tế, xã hội của xã Vũ Thắng, Vũ Trung.Với tổng số vốn vay của nhân dân lên đến 50 tỷ đồng để xây dựng cơ bản và phát triển sản xuất góp phần tích cực vào công cuộc xóa đói giảm nghèo.

### Giáo dục - Y tế
Xã hiện nay có 1 trường mầm non, 1 trường tiểu học, 1 trường THCS được xây dựng và trang bị hoàn chỉnh. Trạm y tế, nhà văn hóa thôn xóm, Ủy ban nhân dân được xây dựng khang trang. Một số dòng họ đã xây dựng trùng tu từ đường rất lớn.

### Dân cư
Xã có mật độ dân cao sống tập trung trong diện tích khoảng gần 2 km² nằm cách biệt hẳn với các xã khác.
Dân số của xã khoảng hơn 5.000 người, dân số trẻ do trào lưu hiện nay lượng lao động chủ yếu đi làm xa. Lao động trong xã còn lại chủ yếu người già và trẻ nhỏ. Dân số sống tập trung nên vẫn còn lại những phong tuc tập quán xa xưa.
Dân cư trong xã phần lớn thuộc họ Đinh, có nguồn gốc từ Thái Bình. Ngoài ra còn có họ Đặng thôn 1, họ Hoàng thôn 2, họ Vũ, họ Phạm thôn 5, họ Ngô thôn 4,...

### Thành tích
Tập thể:
- Anh hùng Lao động (1986)
- Anh hùng Lực lượng vũ trang nhân dân thời kỳ chống Pháp (2006).

Cá nhân:
- 2 Anh hùng Lao động: Đinh Quang Nghị (nguyên Chủ nhiệm Hợp tác xã nông nghiệp Vũ Thắng) và Hoàng Đức Thảo (Chủ tịch Hội đồng quản trị, Tổng giám đốc Công ty thoát nước và phát triển đô thị tỉnh Bà Rịa Vũng Tàu).
- 6 Mẹ Việt Nam anh hùng.

## Văn hóa
Đình làng được xây dựng khoảng thế kỷ 18, được xây dựng bằng rất nhiều khối đá vôi lớn, các bậc tam cấp đều bằng đá xanh nguyên khối, được cho là vận chuyển từ Ninh Bình về bằng đường sông. Đình chính rộng 7 gian, 1 tầng, mái cong lợp ngói vảy cá. Toàn bộ gỗ trong đình được làm bằng gỗ lim, được chạm trổ công phu cầu kỳ với nhiều hình thù đẹp mắt. Cột đình bằng lim có đường kính khoảng 1m với 4 cột chính. Hai bên đình là hai dãy quán 5 gian gỗ lim ngói vảy cá. Phía đằng trước đình có hai Hộ pháp đứng canh gác và hai cây bàng rất lớn có tuổi thọ hàng trăn năm. Toàn bộ sân đình được lát bằng gạch, các lối đi lại trong đình được lát bằng đá. Phía sau đình là khuôn viên rộng lớn có một ngôi đình nhỏ khoảng 3 gian có củng nhỏ là nơi trang trọng để những người có chức sắc trong làng được phép thờ cúng. Bên ngoài khuôn viên chùa, nhìn ra phía trước là cầu ao được làm bằng đá tảng, hai bên là hai cây si lớn có tuổi thọ khoảng trăm năm. Phía bên tay phải là chiếc cầu đá bắc qua sông cũng được làm bằng đá tảng. Ngoài ra, tại vị trí của ngôi đình trước năm 1990 có rất nhiều bia đá, đồ đá có kiến trúc cầu kỳ (như đá hình đầu rồng, hình thân rồng, hình con rùa, con cua, con cá, chạm trổ công phu, sắc nét; rất nhiều viên đá vuông thành sắc cạnh cũng được sử dụng làm bậc tam cấp cho trường cấp 1 Vũ Thắng song đã bị thất lạc do việc xây dựng chợ và đường giao thông xóm.
Hiện nay chính quyền và nhân dân xã Vũ Thắng đã chuẩn bị xây dựng lại ngôi đình này.
Hàng năm diễn ra lễ rước từ đình lên đền Đông Vinh vào các ngày rằm tháng Giêng và rằm tháng Tám.
Chợ Đình (có lẽ lấy tên từ việc đình làng bị đốt cháy do chiến tranh), họp phiên ngày 2 và 8 âm lịch buôn bán với đủ loại lương thực thực phẩm cung cấp cho nhân dân xã và quanh vùng. Bên cạnh chợ Đình hiện nay vẫn còn có hai cây si, hai cây bàng rất lớn có niên đại hàng trăm năm, một số viên gạch lát nền. Tuy nhiên vẫn chưa có con số chính xác để xác nhận đây là di sản văn hóa.
Ngoài ra, xã còn 2 ngôi chùa lâu đời là chùa Tây và chùa Đông. Chùa Đông là ngôi chùa cổ còn tồn tại khá nguyên vẹn cho tới ngày nay. Chùa Tây được trùng tu xây dựng lại từ năm 2008 bằng nguồn công đức của người dân trong và ngoài xã.

## Giao thông
Xã có một con đường nhựa chạy suốt từ đầu đến cuối xã. Từ trung tâm xã đi Thành phố Thái Bình và các tỉnh lân cận khá thuận lợi, hiện nay có xe ô tô khách chạy qua đi các tỉnh, thành như: Hà Nội, Hải Phòng, Quảng Ninh, Nam Định, Hà Nam, Hòa Bình,...